# Kirill Kazatjkovskij
Kirill Fjodorovitj Kazatjkovskij (ryska: Кирилл Фёдорович Казачковский), född 1760, död 24 juni 1829 vid Tsaritsyn, var en rysk militär.

## Biografi
Kirill Fjodorovitj Kazatjkovskijs militära bana inleddes 1774 vid Jelets musketörregemente. Under rysk-turkiska kriget 1787–1792 visade han prov på "modig oräddhet" vid belägringen av Otjakov. Han blev sedan befälhavare för efter varandra Tomsk musketörregemente och Kaluga musketörregemente. Som överste förde han befäl under slaget vid Heilsberg där hans regemente två gånger återerövrade batterier som fienden beslagtagit. Som generalmajor deltog han i finska kriget där han är främst känd för sin del i slaget vid Jutas. Han förde även befäl i Napoleons ryska fälttåg och blev under sjätte koalitionskriget svårt sårad under slaget vid Lützen av druvhagel i magen. Han befordrades till generallöjtnant 1813. Kazatjkovskij var fast besluten att stanna i armén och "bestod av armén" mot slutet av sitt liv. 